# Konrad Ehrbar
Konrad Ehrbar (1884 – San Gallo, 1971) è stato un calciatore svizzero, di ruolo centrocampista.

## Carriera

### Club
Ha sempre giocato nel campionato svizzero.

### Nazionale
Ha collezionato 9 presenze con la maglia della Nazionale.